# 甘肃省歌舞剧院
甘肃省歌舞剧院，是中华人民共和国甘肃省歌舞剧工作者组成的团体。前身为1961年成立的甘肃省民族歌舞团，后又改称甘肃省歌舞团、敦煌艺术剧院等，2008年更为现名。2012年完成转企改制。知名剧目有《丝路花雨》等。

## 历史沿革
1951年6月，西北民族学院成立文艺班，后改为文工队、歌舞团。
1961年，西北民族学院歌舞团、甘肃省歌剧团舞蹈队、甘肃电影制片厂乐队合并，成立甘肃省民族歌舞团。1972年，改称甘肃省歌舞团。
1979年，赴北京演出大型民族舞剧《丝路花雨》，获文化部“新中国成立30周年献演”创作一等奖。1980年代出访朝鲜、意大利、法国、日本、泰国、苏联等国。
1993年，因新排大型乐舞剧目《敦煌古乐》境外演出宣传需要，改称甘肃敦煌艺术剧院。
1995年，被人事部和文化部联合授予“全国文化先进集体”荣誉称号。
2008年7月20日，正式更名为甘肃省歌舞剧院。
2012年5月28日，甘肃省歌舞剧院有限责任公司挂牌成立。甘肃省歌舞剧院由省文化厅所属的事业单位转制为国有文化企业，隶属甘肃演艺集团有限责任公司。

## 演出
舞剧《丝路花雨》《箜篌引》《悠悠雪羽河》《天马萧萧》，乐舞剧《敦煌古乐》，主题歌舞《敦煌·丝路情》等。